# Sint-Laurentiuskapel (Helen-Bos)

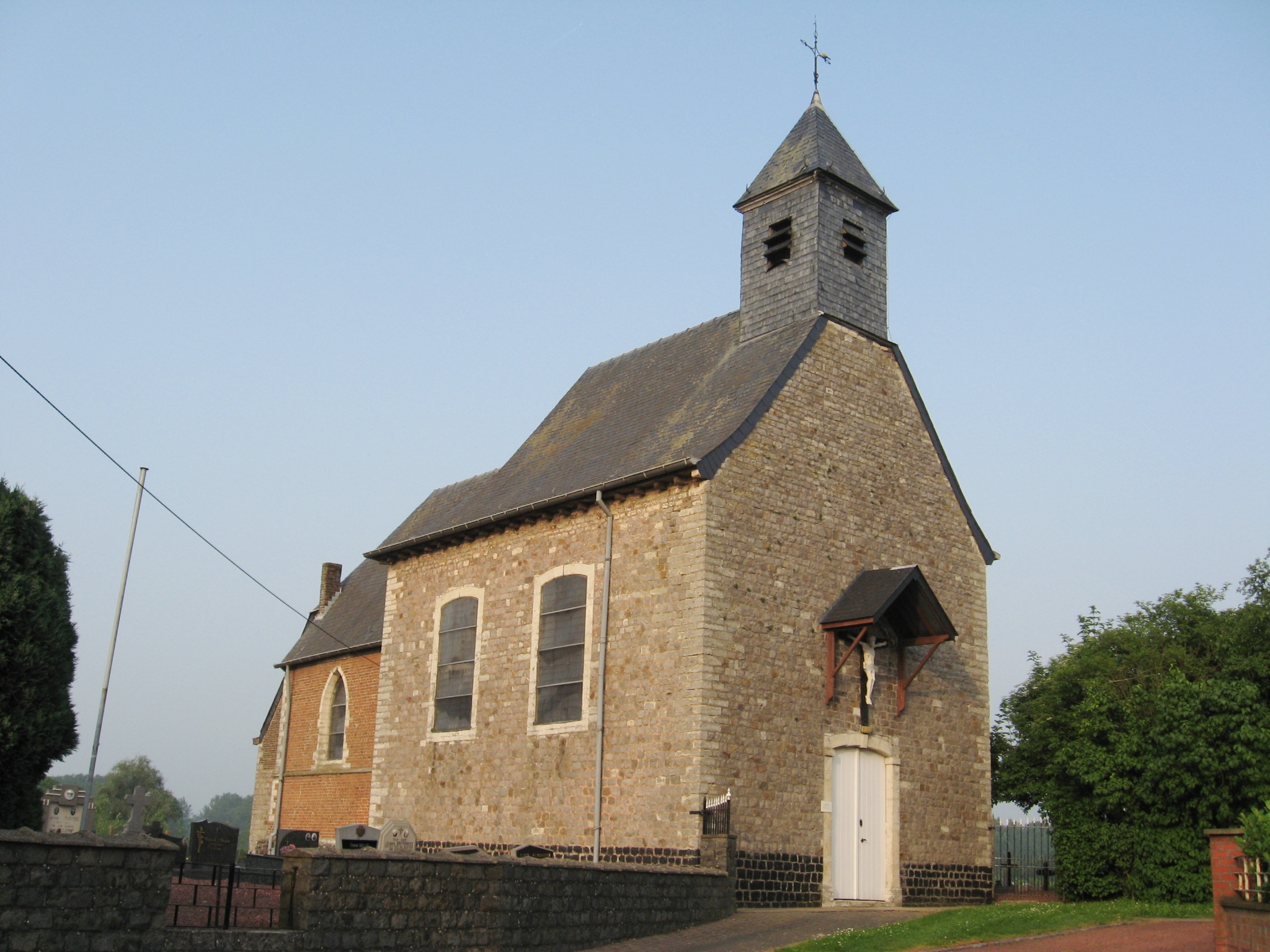
Sint-Laurentiuskapel

De Sint-Laurentiuskapel is een kerkachtige kapel in de tot de Vlaams-Brabantse gemeente Zoutleeuw behorende plaats Helen, gelegen aan de Orsmaalstraat 1.

## Geschiedenis
Hoewel niet bekend is wanneer de kapel werd gesticht is een 16e-eeuws gotisch koor bewaard gebleven. Het zou een quarta capella zijn geweest die onder de parochie van Orsmaal viel. Ook het Klooster van Maagdendaal te Oplinter bezat een deel van het tiendrecht.
In 1705 werd het dorp door oorlogsgeweld vernield maar bleef de kapel gespaard. In 1761-1769 werd de kapel herbouwd met uitzondering van het laatgotisch koor. Na het Concordaat van 1801 kwam de kapel onder de parochie van Zoutleeuw te vallen.

## Gebouw
Het betreft een eenbeukig, classicistisch schip met een lager en smaller laatgotisch koor. Dit koor is opgetrokken in baksteen en het kerkschip in kwartsiet. De sierelementen van beide delen zijn uitgevoerd in Gobertangesteen.
De houten dakruiter boven het voorportaal, van omstreeks 1850, is geheel met leien bedekt.
De kerk wordt omringd door een kerkhof.

## Interieur
Het kerkje bezit een 16e-eeuws doopvont, een 17e-eeuwse grafsteen en enkele 19e-eeuwse kerkmeubelen zoals een altaar, een preekstoel en een orgel.